# Parohinka kendengensis
Parohinka kendengensis är en insektsart som beskrevs av Kamitani. Parohinka kendengensis ingår i släktet Parohinka och familjen dvärgstritar. Inga underarter finns listade i Catalogue of Life.